# هربرت هوبكينز
هربرت هوبكينز (6 يوليو 1895 بأديلايد في أستراليا - 23 فبراير 1972 في المملكة المتحدة) هو لاعب كريكت ماليزي. لعب مع نادي مقاطعة ورسسترشاير للكريكيت ‏ ونادي الكريكت في جامعة أكسفورد ‏.

## وصلات خارجية
- هربرت هوبكينز على موقع إي آس بي آن كريك إنفو (الإنجليزية)